# Ташув
Ташув (пол. Taszów, нім. Tassau) — село в Польщі, у гміні Левін-Клодзький Клодзького повіту Нижньосілезького воєводства.
Населення — 12 осіб (2011).
У 1975-1998 роках село належало до Валбжиського воєводства.

## Демографія
Демографічна структура станом на 31 березня 2011 року:
|          | Загалом | Допрацездатний вік | Працездатний вік | Постпрацездатний вік |
| -------- | ------- | ------------------ | ---------------- | -------------------- |
| Чоловіки | 9       | 2                  | 7                | 0                    |
| Жінки    | 3       | 0                  | 3                | 0                    |
| Разом    | 12      | 2                  | 10               | 0                    |